# Cricotopus laetus
Cricotopus laetus är en tvåvingeart som beskrevs av Hirvenoja 1973. Cricotopus laetus ingår i släktet Cricotopus och familjen fjädermyggor.
Artens utbredningsområde är Ontario. Det är osäkert om arten förekommer i Sverige. Inga underarter finns listade i Catalogue of Life.